# Volga (ô tô)
Volga (tiếng Nga: Волга, người Việt quen đọc là Vôn-ga) là một thương hiệu ô tô có nguồn gốc từ Liên Xô để thay thế loại xe nổi tiếng GAZ-M20 Pobeda năm 1956. Mang tính cách mạng trong thiết kế, nó đã trở thành một biểu tượng của vị thế cao trong xã hội Xô viết. Xe Volga cũng từng được dùng làm taxi, xe cảnh sát và xe cấp cứu (dựa trên các phiên bản estate).
Bốn thế hệ xe Volga đã được sản xuất tại Liên Xô, mỗi thế hệ đều có nhiều cải tiến trong quá trình sản xuất.

## GAZ-M-21, GAZ-21
Mô hình Volga đầu tiên ban đầu được phát triển như một sự thay thế cho dòng xe cỡ trung rất thành công GAZ-M20 Pobeda được sản xuất từ năm 1946. Tuy nhiên, dù có thiết kế mang tính cách mạng trong khung gầm và hình dạng thân, sự phát triển nhanh chóng của thiết kế thân xe hồi thập niên 1950 buộc các nhà thiết kế Xô viết phải đưa ra một dự án thay thế cho nó năm 1951. Năm 1952 hai dự án song song được GAZ đưa ra: Zvezda ("Star"), là một kiểu xe fastback với cửa sổ và cánh đuôi lớn, và Volga với kiểu dáng quy ước hơn, thích hợp cho thực tế sản xuất của thập kỷ 1950.
Tới mùa xuân năm 1954 các nguyên mẫu Volga đã được thử nghiệm thực tế. Chiếc xe mới có nhiều phụ kiện và hiện đại hơn Pobeda; ngoài kích thước lớn hơn, nó có một kính chắn duy nhất phía trước và phía sau, một động cơ van trên bốn xi lanh lớn, các thiết bị bôi trơn trung tâm cho thân chính, trục sau bánh răng và hộp số thủy cơ học tự động.
Thiết kế bên ngoài chiếc xe do Lev Yeremeev thực hiện và chịu ảnh hưởng lớn từ những chiếc xe phương Tây cùng thời, đặc biệt là xe Mỹ. Tuy nhiên, thiết kế nội thất, đa số độc lập, ngoại trừ hệ thống truyền lực tự động được phát triển từ Ford-O-Matic 3 cấp.
Sau khi thử nghiệm hoàn toàn chiếc xe, kéo dài thêm hai năm nữa, với nhiều thay đổi được thực hiện, cuối cùng GAZ tung ra gói tiền sản xuất đầu tiên ngày 10 tháng 10 năm 1956. Chúng chủ yếu được dùng cho mục đích quảng cáo trên khắp Liên Xô với quãng đường vượt qua tới 29 nghìn kilômét. Năm 1957 các gói sản xuất lớn hơn được thực hiện và dây chuyền sản xuất lớn đi vào hoạt động cuối năm 1957.
Có ba kiểu khác nhau ở thế hệ đầu tiên này:
'56 Volga – hiện thường được gọi là "thế hệ thứ nhất" – đi vào sản xuất hàng loạt năm 1957 và ban đầu sử dụng động cơ flathead 65 sức ngựa của Pobeda, bởi loại động cơ van trên 70 sức ngựa ZMZ-21 chỉ sẵn sàng cho việc sản xuất hàng loạt vào mùa hè năm 1957. M-21 Volga thế hệ thứ nhất được sản xuất tới tháng 10 năm 1958 trong thời gian này 30 ngàn chiếc xe đã được lắp ráp. Ngày nay chúng là phiên bản hiếm nhất, và có giá trị cao với các nhà sưu tập.
'58 Volga - được gọi là "thế hệ thứ hai" - được giới thiệu vào mùa hè năm 1958, thay đổi rõ nhất là tản nhiệt trước bằng các thanh crôm đứng với một ngôi sao đã được thay thế bằng kiểu 16 thanh nằm ngang, vì thế nó được đặt tên hiệu akula ("cá mập"). Kiểu lưới tản nhiệt trước của "thế hệ thứ hai" hầu như được sao chép từ các nguyên mẫu năm 1954 và 1955. Các thay đổi khác gồm hình dạng thanh cản trước với chắn bùn được nâng cao, đèn đỗ và đèn đuôi. Năm 1959-1960 các thay đổi nhỏ cũng được tiến hành với phần thân dưới và thiết bị.
'62 Volga - được gọi là "thế hệ thứ ba" - được giới thiệu năm 1962 và được tích hợp nhiều thay đổi bên ngoài, cũng như bên trong và các cải tiến kỹ thuật khác. Model này được sản xuất với ít cải tiến đến tận ngày 15 tháng 7 năm 1970. Sau năm 1965 model được chính thức đặt tên GAZ-21, thay cho GAZ-M-21.

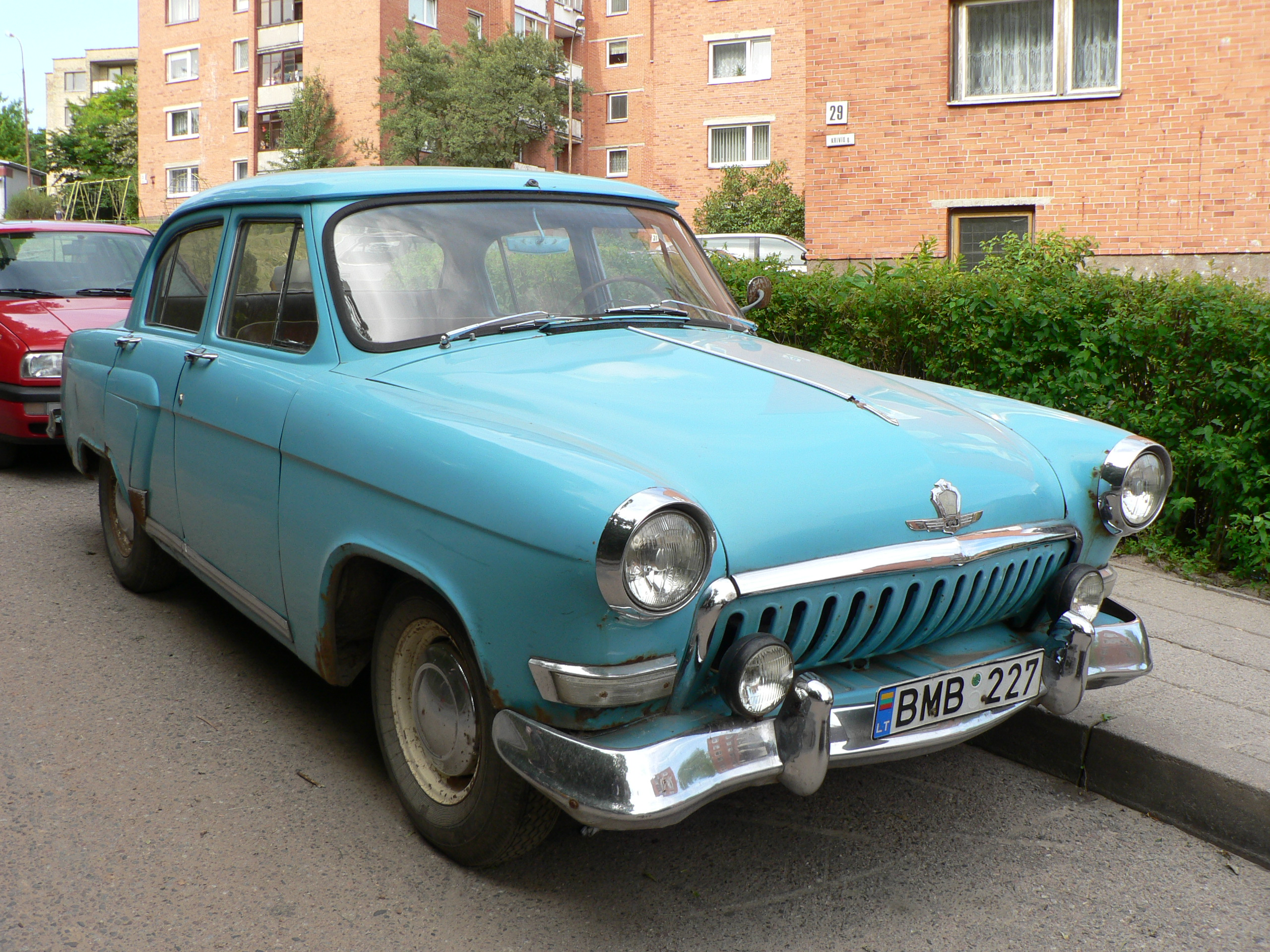
Cuối 1958–62 (tương tự một số nguyên mẫu 1955/6)
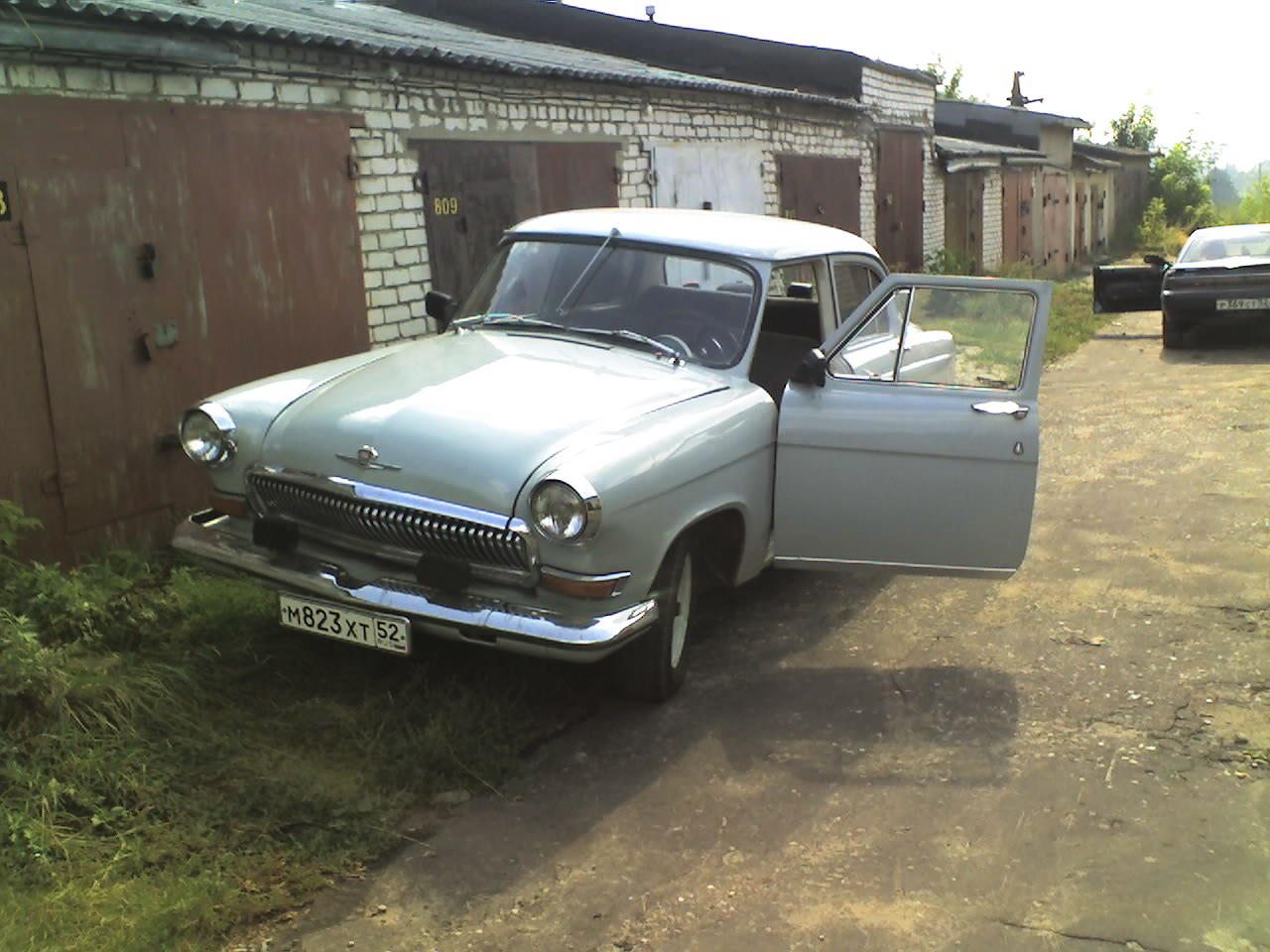
1962–70 Volga
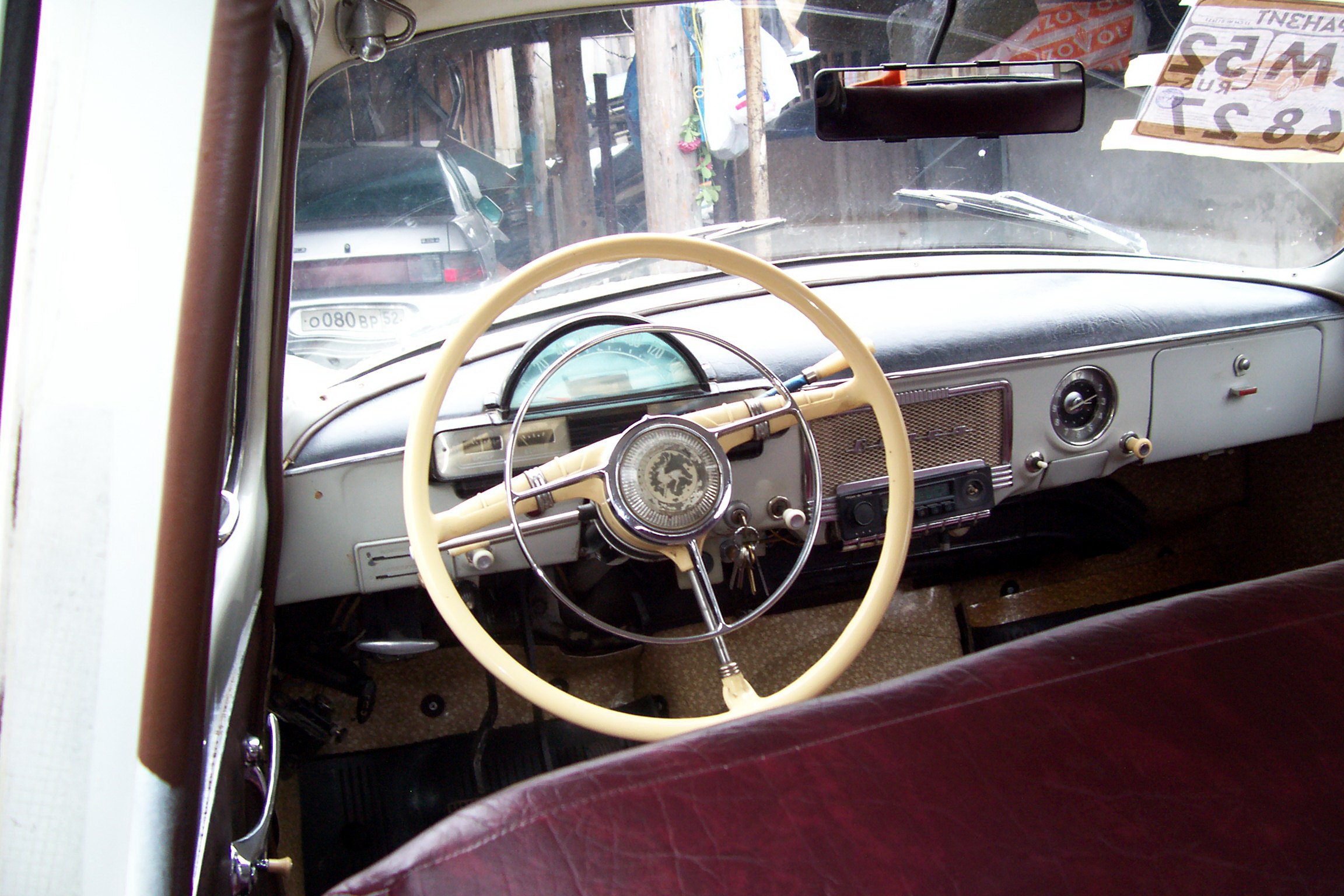
Nội thất

Phiên bản estate / station wagon được đặt tên GAZ-22 (từ model năm 1962).
Một phiên bản sử dụng động cơ V8 được đặt tên GAZ-23 (từ model năm 1962).

## GAZ-24
Việc phát triển chiếc xe thay thế cho GAZ-21 bắt đầu ngay từ năm 1961, chiếc xe mới sẽ có động cơ 4 xy lanh được hiện đại hóa của Volga cũ cùng với một loại động cơ 6 xy lanh khác, và bộ truyền động tự động. Kế hoạch sản xuất động cơ 6 xy lanh cùng bộ truyền động tự động cuối cùng đã bị hủy bỏ và tới năm 1965 GAZ đã hoàn thành thiết kế với một động cơ tiêu chuẩn 2.5 lít I4 và 5.5 lít V8 cho cơ quan chính phủ. Năm 1966 các nguyên mẫu đầu tiên được trình diễn, và vào năm 1967 chiếc xe ý tưởng được giới thiệu tại các Auto show trong nước và quốc tế. Gói sản xuất đầu tiên 24 chiếc được lắp ráp năm 1968, 215 chiếc nữa năm 1969 và dây chuyền chính tại Gorky bắt đầu làm việc năm 1970.
Chiếc xe này có thể được chia thành ba thế hệ. Những năm đầu tiên (1970—1975) với những sửa đổi cho các lỗi thiết kế trước đó, các gương trên mui được dỡ bỏ, đổi sang hệ thống treo leaf spring, bộ phận đánh lửa mới và các khóa ngăn hành lý. Một đặc điểm duy nhất mà các serie đời đầu có là công tơ mét dây (belt-speedometer), bị chứng minh thực tế rằng quá phức tạp và đã bị bỏ đi. Năm 1977 chiếc xe này lần đầu tiên được hiện đại hóa thực sự, với các "răng" trên giảm chấn, đai an toàn có thể thu gọn, đèn sương mù phía trước và bảng đồng hồ mới. Phần nội thất, ghế dài phía trước được thay thế bằng hai ghế có thể điều chỉnh riêng biệt. Thế hệ thứ ba được giới thiệu năm 1985 (xem bên dưới).
Giống với thế hệ trước chiếc xe có nhiều biến đổi. GAZ-24-01, được giới thiệu năm 1971 để hoạt động như Taxi với những thay đổi như nội thất da nhân tạo, một động cơ hơi khác biệt như các trang bị taxi thông thường khác. Sau cuộc hiện đại hóa năm 1977, chiếc 24-01 được thay thế bằng GAZ-24-07, cũng có các thiết bị cho taxi. GAZ-24-02 được giới thiệu năm 1972 là phiên bản estate, việc sản xuất chấm dứt năm 1987, khi nó bị thay thế bằng GAZ-24-12. Một phiên bản cứu thương, GAZ-24-03 cũng được chế tạo dựa trên phiên bản estate.
Tuy nhiên được chuyển đổi nhiều nhất là chiếc GAZ-24-24 sử dụng một động cơ 5.53 lít, 195 hp V8 được lấy từ chiếc GAZ-13 Chaika. Trên đỉnh động cơ là một hộp số tự động ba số, lái trợ lực và chassis cùng hệ thống treo tăng cường. Chiếc xe này không bao giờ được bán sở hữu cá nhân và được các cơ quan của KGB sử dụng.

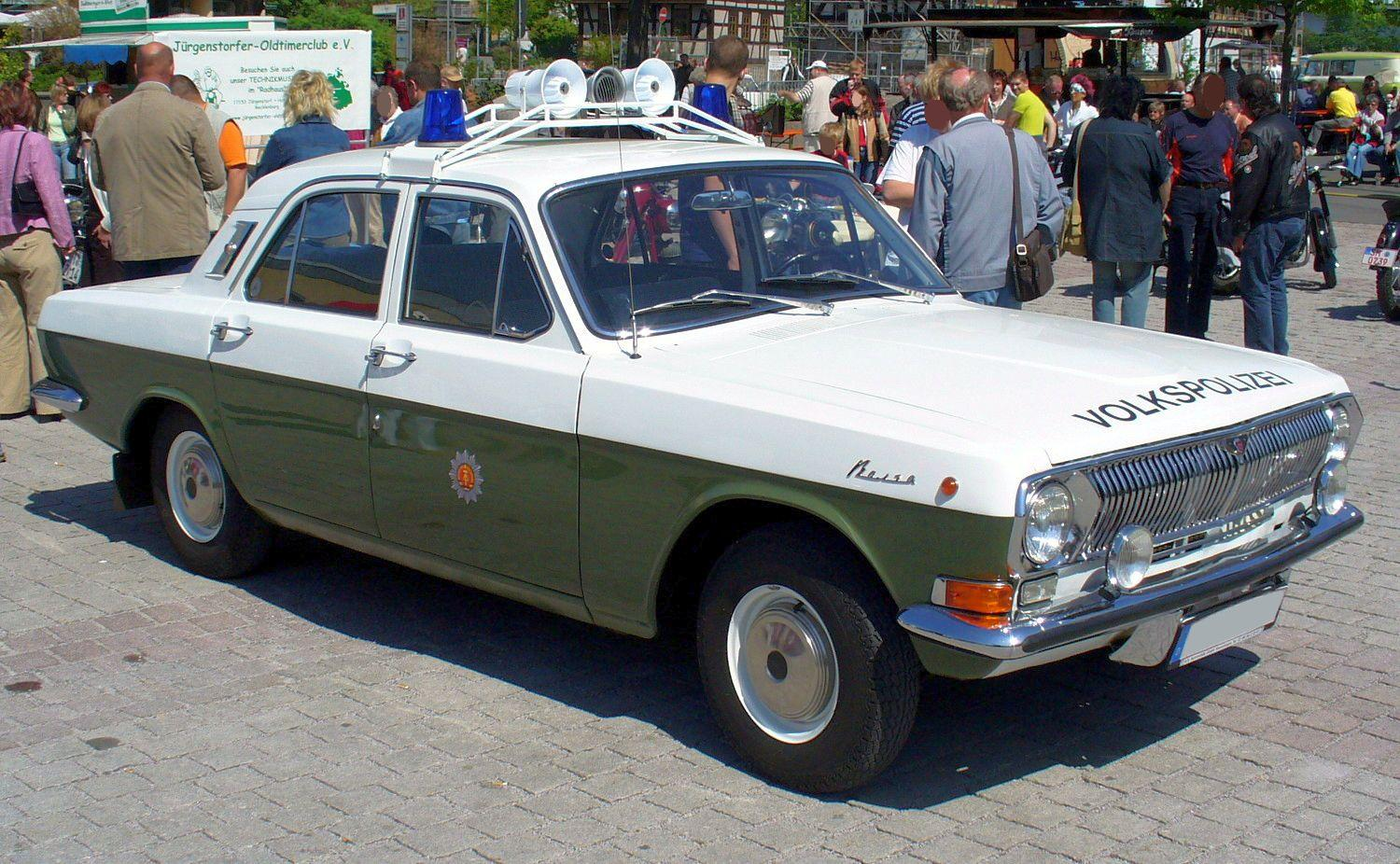
GAZ-24 sedan
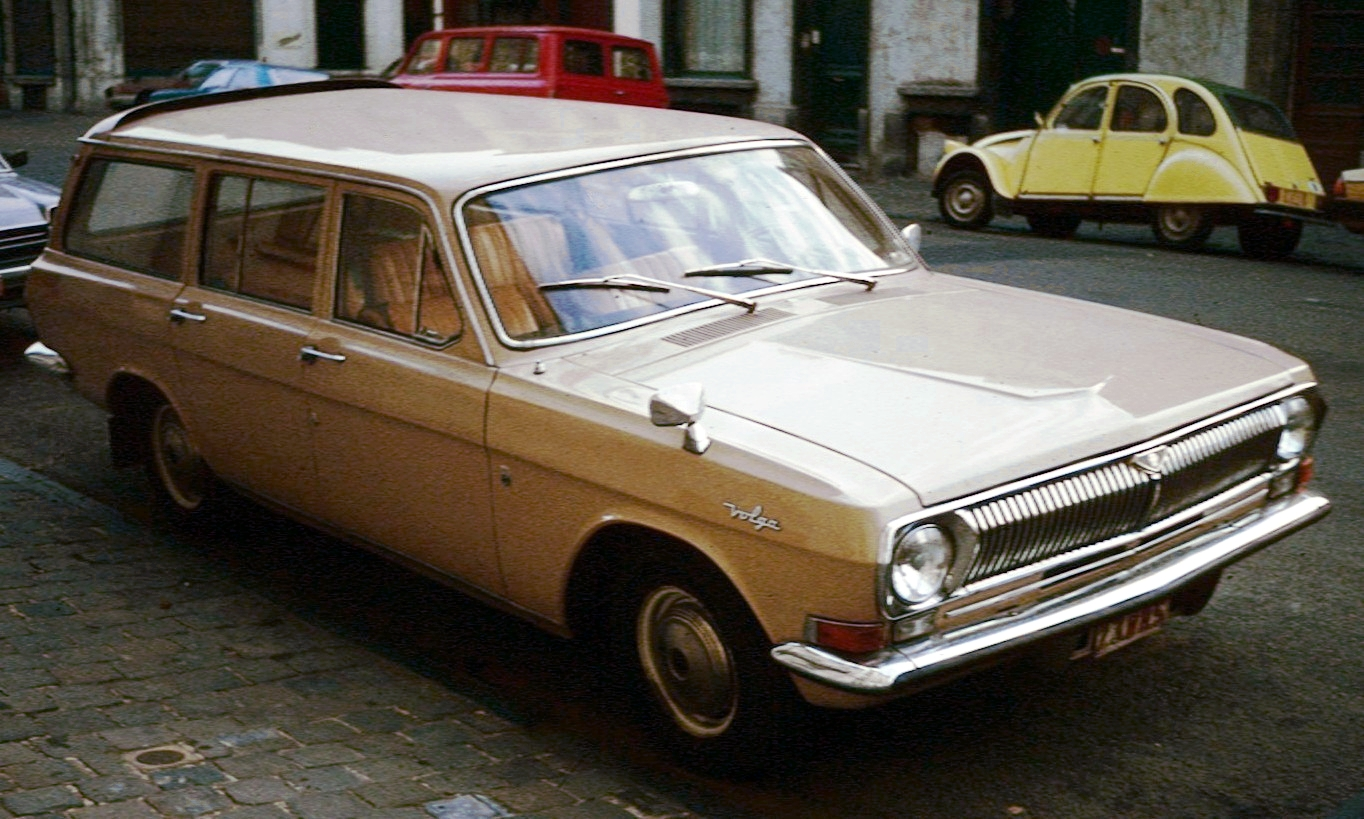
GAZ-24 estate
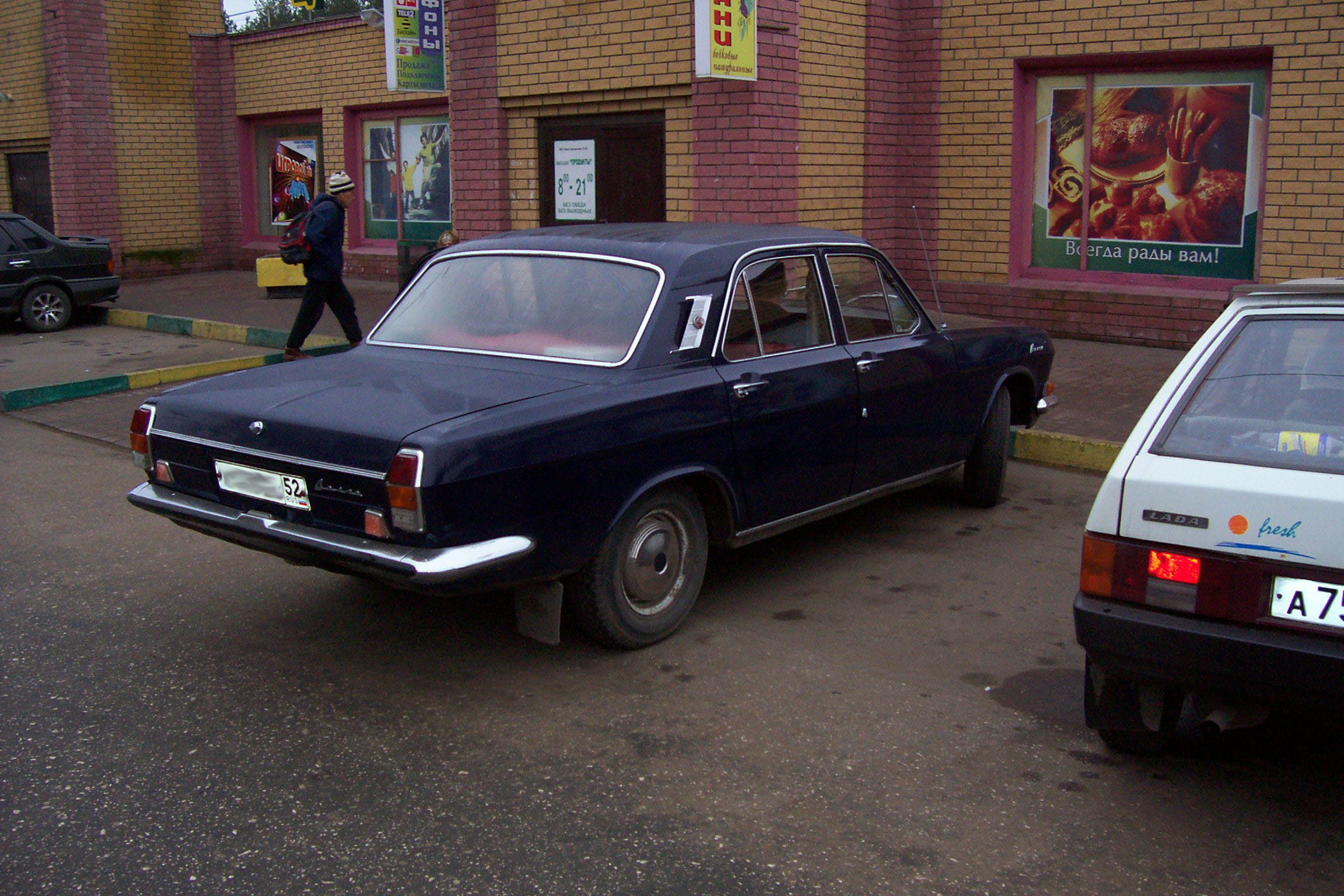
1974 nhìn từ phía sau
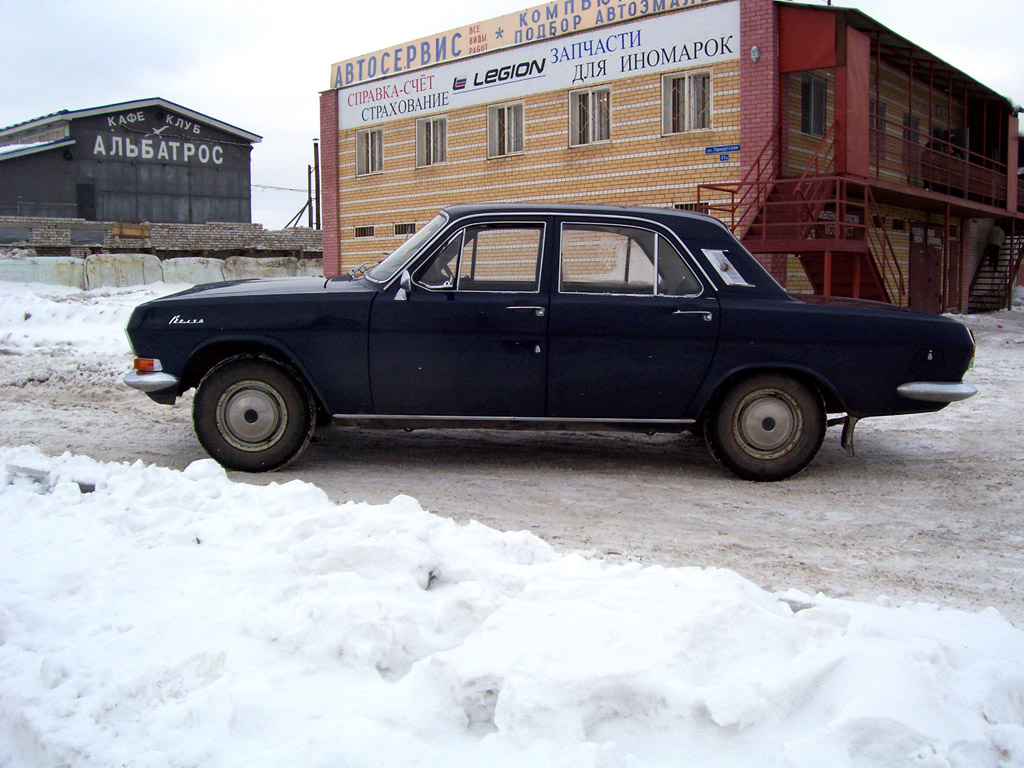
1974 nhìn từ cạnh

### GAZ-24-10
Năm 1982 GAZ giới thiệu thế hệ thứ ba của Volga chiếc GAZ-3102. Tuy nhiên giới chiếc xe này chỉ được bán giới hạn ra công chúng và việc sản xuất serie cũ vẫn tiếp tục, thiếu một sự thay thế thích hợp GAZ tiến hành cải tiến sâu dòng -24, sử dụng nhiều đặc tính của dòng -3102. Việc này mang tới một chiếc xe hoàn toàn mới, được sản xuất tới tận đầu thập niên 1990.
Phía ngoài các thay đổi khiến model mới mất đi hầu như toàn bộ các chi tiết mạ crôm với một lưới tản nhiệt nhựa, tay nắm cửa "lõm" mới. Cửa sổ của cửa trước không còn lá kính góc, tuy nhiên các gương bên mới bằng nhựa xuất hiện cả phía tài xế và hành khách. Bên trong động cơ ZMZ-24 cũ được thay thế bằng một động cơ xuất xứ từ ZMZ-402, với một carburator mới và cơ cấu làm lạnh mang lại công suất 98 hp (từ 85 hp của loại -24). Chiếc 24-10 có cơ cấu treo mới cho phép sử dụng bánh lớn hơn, với một vành mới như tiêu chuẩn và một bộ phanh tang trống mới. Một số chiếc được trang bị phanh đĩa từ dòng -3102. Phía trong chiếc xe có một nội thất mới hoàn toàn, dựa trên các model nước ngoài của thập niên 1980, gồm các nút điều khiển trên bảng đồng hồ và tựa đầu trên mỗi ghế. Giống như loại cơ sở -24 chiếc xe có nhiều chuyển đổi gồm một dòng estate GAZ-24-12 được giới thiệu năm 1987, và dòng sản xuất hạn chế sử dụng động cơ V8 GAZ-24-34.
Ấn tượng đáng chú ý nhất của chiếc xe là không giống với dòng -3102 được bán chủ yếu cho các cơ quan và định chế nhà nước, chiếc GAZ-24-10 hoàn toàn trái ngược, có nghĩa các cá nhân muốn sở hữu một chiếc xe cỡ trung đều mua được dễ dàng. Tuy nhiên trên tổng thể, thậm chí khi mới được giới thiệu chiếc xe đã quá cổ so với các đối thủ phương tây và việc sản xuất chấm dứt năm 1992. Theo GAZ 1,481,561 chiếc dòng -24 đã được sản xuất từ năm 1970 tới năm 1992 khiến nó trở thành loại có số lượng sản xuất lớn nhất của nhà máy.

## GAZ-3102
Cuối năm 1976, một cuộc khảo sát lại GAZ-24 với nhiệm vụ tìm ra những hạn chế chính cần sửa đổi trong mẫu thiết kế thay thế của nó đang dự định tiến hành. Tuy nhiên nguồn vốn không bao giờ được phân bổ cho dự án này. Đồng thời GAZ tung ra thế hệ thứ hai của chiếc Chaika limousine. Chiếc GAZ-14 với kích thước cũ và nội thất nâng cấp. Vì thế thay vì thay thế Volga, GAZ muốn tạo ra một chiếc xe mới thích hợp cho tầng lớp trung lưu nomenklatura Xô viết. Không dựa nhiều vào mẫu cũ, chiếc Volga mới, ngoài việc có một số model mới, còn được tích hợp nhiều cải tiến của chiếc Chaika trong thiết kế.
Ban đầu mẫu này được dự định sử dụng động cơ tiêu chuẩn 3-lít V6, nhưng thay vào đó GAZ đã lựa chọn một động cơ ZMZ-4022 I4 mới 105 hp. Cải tiến chính của động cơ là bộ phận đánh lửa hoạt động bằng một dòng khí nóng, được bơm vào từ một bộ phận đặc biệt thay cho cầu chì. Dù có công suất động cơ lớn, mômen xoắn của nó kém hơn ZMZ-24, và tới thập niên 1990 động cơ đã được thay thế bằng ZMZ-402 từ chiếc GAZ-24-10. Đặc điểm của chiếc xe này là phanh đĩa tiêu chuẩn phía trước, tỷ lệ trục sau 3.9:1 và nhiều cải tiến khác.
Ban đầu GAZ có nhiều kế hoạch tham vọng cho Volga, và 3102 được dự định như một phiên bản trung gian cho các bản thiết kế hoàn toàn mới của họ như 3105, 3106 và 3107. Tuy nhiên chúng không bao giờ thành hiện thực, và mặc dù các model (-31029, -3110, xem bên dưới) dựa trên dòng -3102 đã được giới thiệu, việc sản xuất dòng -3102 tiếp tục tới tận cuối thập niên 1990.
Sau khi được giới thiệu, GAZ-3110 được nâng cấp lớn năm 1997. Một hộp số 5 cấp mới, trục đơn, tay lái trợ lực, phanh đĩa làm mát bằng gió phía trước, tay lái 15 inch và nội thất được hiện đại hóa dựa trên dòng -3110. Động cơ 2.3 lít ZMZ-4062 130 hp phun nhiên liệu cũng được lấy từ dòng -3110. Các loạt sản xuất nhỏ sử dụng động cơ Steyr và Chrysler cùng ZMZ-4064 với 200 hp. Năm 2005, sau khi giới thiệu GAZ-31105, dòng -3102 được tích hợp nội thất của nó, và vào năm 2008 động cơ tiêu chuẩn của nó là loại 2.5 lít ZMZ-205 đáp ứng tiêu chuẩn EuroIII.
Giống như hai model Volga trước đó, có phiên bản hạn chế dành cho cảnh sát và KGB, với động cơ Chaika V8 và hộp số tự động, được sản xuất tới tận năm 1996. Từ đầu thập niên 1990, 3102 được GAZ dự định nhắm vào dòng luxury saloon và có chi phí hơi lớn hơn một chiếc Volga tiêu chuẩn, danh tiếng về chất lượng của 3102 cũng tương ứng với giá thành.

## GAZ-31029
Đầu thập niên 1990, GAZ rơi vào tình trạng khủng hoảng, ngoại trừ dòng -3102, các model của nó đã già lão hơn một thập kỷ vầác nguồn vốn họ hy vọng có được cho các phát triển tương lai như dòng -3105 không bao giờ có được. GAZ-31029 đã trở thành dòng lai của GAZ-3102 và GAZ-24-10, việc sản xuất chấm dứt năm 1992. Model mới có thân trước có hình dạng khí động học hơn. Nó cũng là model đầu tiên trong serie sử dụng động cơ phun ZMZ-4062.10 với bốn van mỗi xi lanh, dù các động cơ carburetor cũng có thể được chọn. Tương tự không giống 3102, chiếc 31029 có đặc điểm là một chiếc station wagon. 31029, không giống dòng sedan, vẫn giữ hầu hết kiểu dáng phía sau của dòng -24.
Ban đầu chiếc xe được ưa chuộng, vì sự cổ lỗ của chiếc GAZ-24-10 nó thay thế, nhưng những khó khăn kinh tế của thập niên 1990 đồng nghĩa với việc danh tiếng của nó nhanh chóng biến mất vì chất lượng lắp ráp thấp và các vấn đề han rỉ, và loại 3102 cổ hơn, vẫn được sản xuất trên dây chuyền đặc biệt nahnh chóng nổi trội sau khi nó được bán rộng rãi cho công chúng sau sự sụp đổ của Liên bang Xô viết. Dù có điều này, và thời gian sản xuất ngắn, GAZ đã lập một kỷ lục hơn 115 chiếc mỗi năm với dòng 31029.

## GAZ-3110
GAZ không bao giờ dự định để 31029 là một mẫu lâu dài, nhưng vì không có sự thay thế, công ty đã lựa chọn cách liên tục hiện đại hóa chiếc xe sẵn có. Năm 1997, GAZ-3110 xuất hiện, ở model mới, GAZ đã tìm cách nâng cấp chiếc xe lên một tiêu chuẩn mới tương ứng với khuynh hướng của thập kỷ 1990. Bên ngoài tất cả mọi thứ ngoại trừ các panel cửa được thiết kế lại và thay thế, chiếc xe có thiết kế mới phía trước và phía sau với sự quay trở lại của các vật liệu hoàn thiện mạ crôm. Tay lái trợ lực trở thành tiêu chuẩn, phanh Lucas và bánh 15 inch mới.
Một đặc điểm chính của 3110 là ngoài động cơ tiêu chuẩn của 31029, hai loại động cơ diesel khác cũng có thể được tùy chọn là ZMZ-560 và ZMZ-561. Hơn nữa, bắt đầu từ năm 1991, sau khi nhà máy của GAZ được nâng cấp, dòng -3110 được hoàn thiện trong xưởng sơn acrylic hiện đại, giúp giảm các vấn đề về rỉ sét từng luôn gắn liền với những chiếc Volga.
Năm 2003 dòng -3110 được trang bị hệ thống treo trước ball-joint, ngoài ra còn có thể tùy chọn các động cơ turbo diesel Steyr. Phiên bản estate của 3110, chiếc Volga 310221, cùng với xe cứu thương 310223, vẫn được sản xuất ở thời điểm năm 2008 cùng với GAZ-3102 trên dây chuyền riêng biệt.

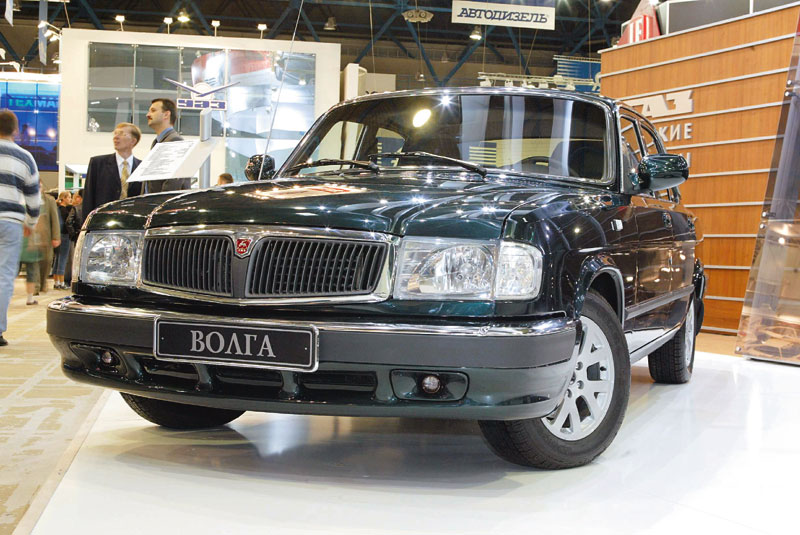
Project of post-2003 facelift

## GAZ-3111
Hồi cuối thập niên 1980 GAZ đã phát triển một chiếc xe ý tưởng cho sự thay thế tương lại cho cả dòng thương gia -3102 Volga và dòng limousine hạng sang GAZ-14 Chaika. Như đã được nói ở trên, chính dòng -3102 được dự định như một dự án chuyển tiếp tới dòng hạng sang -14 Chaika. Chiếc xe mới sẽ giúp ZiL xử lý dòng xe cao cấp. Tuy nhiên kết quả chiếc GAZ-3105, không bao giờ được tính là một phần của gia đình Volga, bởi nó được sản xuất trên dây chuyền của Chaika (hiện vẫn được dùng cho dòng -3102) vì khó khăn kinh tế nên chưa bao giờ tới được giai đoạn sản xuất hàng loạt.
Đầu thập niên 1990 GAZ đã tìm cách vượt qua khủng hoảng bằng cách để Volga nhảy cách từ GAZ-24-10 lên GAZ-3110 vào năm 1997. Đồng thời họ cũng không bao giờ từ bỏ ý định phát triển một sự thay thế cuối cùng, và tiếp tục thiết kế một chiếc xe mới, sẽ được trang bị ABS, lái trợ lực, điều hoà, hộp số tự động và đa số sẽ sử dụng động cơ tiêu chuẩn V6 hay V8, cùng nội thất da. Thiết kế bên ngoài hoàn toàn mới và có nhiều đặc điểm ảnh hưởng từ chiếc GAZ-21 đã được liên kết phát triển với một công ty Mỹ.
Tuy nhiên các vấn đề bắt đầu phát sinh trong chi phí sản xuất, bởi một số chi tiết phải mượn từ các model cũ, ít nhất lúc ban đầu như trục của Chaika. Các model tiền sản xuất thiếu hộp số tự động, và động cơ giống như ZMZ-4062.10 của loại GAZ-3110. Được giới thiệu lần đầu năm 1998, việc sản xuất được dự tính bắt đầu năm 2000 với 53 chiếc được giao. GAZ đã nghĩ tới việc sử dụng dòng -3111 như một sự thay thế cho dòng -3102 và mức sản xuất dự tính là 25 ngàn chiếc mỗi năm. Nhưng chỉ 342 được giao hàng năm 2001, và 20 năm 2002, với chín chiếc nữa năm 2004 trước khi toàn bộ công việc sản xuất ngừng.
GAZ-3111 là một thất bại về phương diện makerting và nhu cầu. Giá thành tiêu chuẩn cao cùng danh tiếng thấp của thương hiệu Volga hồi thập niên 1990 có nghĩa rằng những người đủ sức mua nó, sẽ lựa chọn một mác xe nước ngoài như Mercedes E-class hay BMW 5 series là những dòng xe mà GAZ-3111 dự định cạnh tranh.

## GAZ-31105
Đối mặt với thất bại khi thâm nhập vào thị trường xe sang vốn do các hãng nước ngoài thống trị với chiếc GAZ-3111, GAZ đã có được bài học từ thất bại của mình, lựa chọn tiếp tục hiện đại hóa dòng Volga của họ. Được giới thiệu vào năm 2004, chiếc GAZ-31105 thay thế dòng -3110. Nhiều đặc tính của dòng -3111 như đèn trước và lưới tản nhiệt được tích hợp vào chiếc Volga mới. Nội thất, hệ thống truyền động và treo bên trong xe cũng được nâng cấp các tính năng cần thiết. Năm 2006 lựa chọn động cơ tiêu chuẩn được đưa vào với một động cơ Chrysler DOHC 2.3 lít.
Năm 2005 GAZ đã giới thiệu một model hạng sang chiều dài cơ sở lớn 311055, với nội thất mới ốp gỗ. Nội thất gỗ đã trở thành đặc điểm tiêu chuẩn trên những model sản xuất từ năm 2007 trở về sau khi GAZ lắp thêm cho xe một facelift nhỏ. Trong số những thay đổi còn có đèn đuôi mới và tiêu chuẩn khí thải Euro III với động cơ mới 2.464 lít 123.8 hp ZMZ-40525, bên cạnh động cơ Chrysler, với loại ZMZ-4021 và 4062.10 đã lỗi thời. Chiếc 31105 chỉ được chế tạo dòng saloon, còn dòng estate tiếp tục với kiểu cũ 3110.

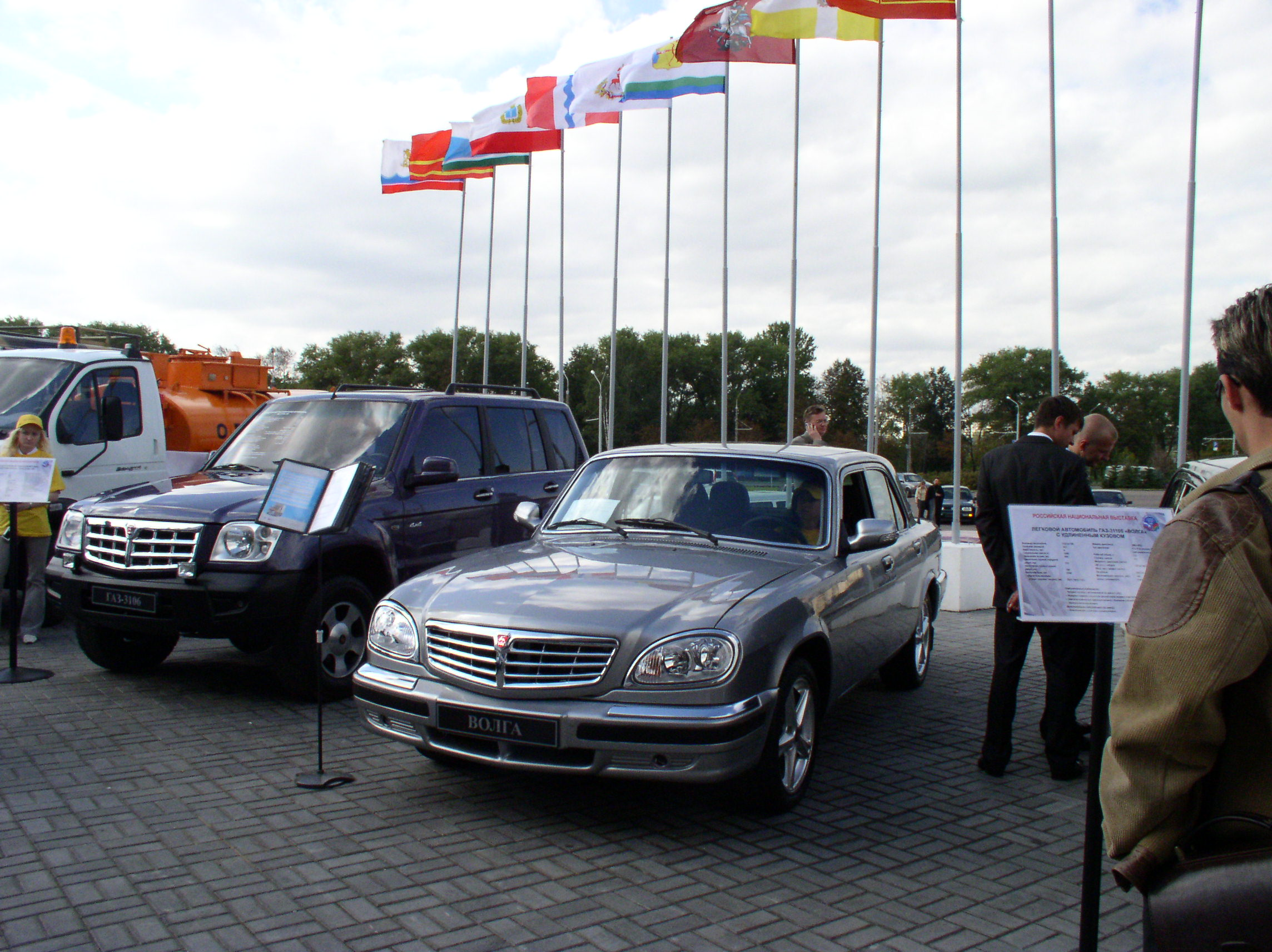
2007 facelift

Sau khi giới thiệu chiếc Volga Siber năm 2008 GAZ hy vọng hoàn thành toàn bộ việc chế tạo dòng -3102 và -31105 vào năm 2010 thiết kế cơ sở của cả hai dòng xe vẫn lấy từ GAZ-24, vì thế sẽ chấm dứt một giai đoạn chế tạo thành công dài 40 năm.

## Sự kết thúc của Volga?
Dù GAZ đang phát triển một "kẻ thừa kế tinh thần" cho 3111, chiếc Volga 3115 lái bánh trước, tháng 12 năm 2005 RusPromAvto, công ty mẹ của GAZ, đã thông báo việc sản xuất xe chở khách Volga sẽ chấm dứt trong giai đoạn 2 năm và sẽ kết thúc vào cuối năm 2007. GAZ nói rằng thay vào đó họ sẽ tập trung vào việc kinh doanh các loại phương tiên thương mại, xe tải, xe buýt nhiều lợi nhuận hơn. Cùng thời điểm với thông báo này, GAZ cũng giới thiệu chiếc Volga 311055, một biến thể chiều dài cơ sở lớn của 31105. Tuy nhiên, vào mùa hè năm 2006, GAZ đã đảo ngược quyết định trước đó, thông báo những khoản đầu tư tiếp vào việc nâng cấp kiểu dáng và công nghệ những chiếc Volga saloon, giữ chúng tiếp tục được sản xuất như các phương tiện "quá khứ" hay "lịch sử". Đầu năm 2006, GAZ đã ký một thỏa thuận với DaimlerChrysler để có được các quyền về máy móc và sở hữu trí tuệ với chiếc Dodge Stratus và loại xe cỡ trung Chrysler Sebring. GAZ đã nói rằng chiếc xe mới sẽ không mang nhãn hiệu Volga.

## Volga Siber
Khi GAZ có được giấy phép sản xuất Chrysler Sebring, họ quyết định sửa đổi tiếp chiếc xe này, và kết quả là Volga Siber.

## Tình trạng hiện tại
Bốn mẫu Volga hiện tại, dựa trên 1967 GAZ M24, gồm dòng hạng cao nhất 3102 (từ năm 1982), 310221 Universal estate (từ năm 1997), mẫu hiện đại nhất nhưng lại rẻ nhất 31105 (từ năm 2004), và loại 311055 có chiều dài cơ sở lớn (từ năm 2005). Volga Siber là mẫu mới nhất gia nhập nhóm.
Mẫu convertible cũng đã xuất hiện trở lại với số lượng rất hạn chế, chủ yếu nhắm tới dòng xe sở hữu đặc biệt; mái được thay bằng mui mềm và bỏ cửa sau; cửa trước cùng cơ như mẫu bốn cửa.

## Sản xuất
Số lượng xe Volga sản xuất đỉnh cao ở mức hơn 100,000 chiếc/năm trong giai đoạn đầu và giữa thập niên 1990, sau đó giảm mạnh vì khủng hoảng kinh tế tồi tệ tại Nga, chỉ đạt mức 56,000 chiếc năm 2000. Với một mạng lưới xuất khẩu dần hồi phục, Volga đã có tiến bộ trên con đường phát triển, với gần 70,000 chiếc được sản xuất năm 2004.